# Libertador (Sucre)
Libertador è un comune del Venezuela situato nello Stato di Sucre.
Il capoluogo del comune è la città di Tunapui.